# Väinö Huhtala
Väinö Huhtala, född 24 december 1935, död 18 juni 2016, var en finländsk längdåkare, som var aktiv under 1960-talet. Hans stora triumf var guld i 4 x 10 km stafett i olympiska spelen 1960.